# 松下豊綱
松下 豊綱（まつした とよつな）は、江戸時代前期の陸奥国三春藩の世嗣。

## 略歴
三春藩主・松下長綱の長男として誕生。母は山内忠義の娘・喜与。
三春藩の跡継ぎとして生まれたが、父・長綱は寛永21年（1644年）に改易され、家督を継ぐことはなかった。豊綱も明暦3年（1657年）に18歳で早世した。